# Gara Cicârlău
Gara Cicârlău este o stație de cale ferată care deservește Cicârlău, județul Maramureș, România. Situată pe Magistrala CFR 400, este una din cele două gări din comuna Cicârlău, cealaltă fiind cea din satul Ilba.

## Istoric
Comuna Cicârlău și satul Cicârlău au fost legate la rețeaua de cale ferată în 1884, odată cu inaugurarea liniei de cale ferată Satu Mare – Baia Mare. Calea ferată Satu Mare–Baia Mare face parte din Magistrala CFR 400 și are o lungime de 60 km. În 1882, la Cluj (în maghiară Kolozsvár) un grup de oameni de afaceri au înființat „Societatea anonimă a căilor ferate locale Satu Mare – Baia Mare” (în maghiară "Szatmárnémeti – Nagybánya helyi vasúti részvénytársaság"). Societatea, având capital privat multinațional, a obținut concesiunea pentru construirea căii ferate care să conecteze Satu Mare (în maghiară Szatmárnémeti) de Baia Mare (în maghiară Nagybánya). Linia concesionată cu o lungime de 56,3 km pornește din Botiz (în maghiară Batiz), ca nod de legătură la linia deja existentă Debrecen – Szatmárnémeti (Satu Mare) – Királyháza (Korolevo) – Máramarossziget (Sighetu Marmației), a fost construită între anii 1882-1884. Porțiunea de linie Satu Mare – Botiz a fost exploatată în comun de către Helyi Érdekű Vasút (Calea Ferată de Interes Local) și Északkeleti Vasúttal (Căile Ferate Nord-Est). În 1904, datorită exploatării greoaie a porțiunii comune de linie, HÉV a construit o porțiune de 3,8 km care lega Botizul de stația Satu Mare a Căilor Ferate Maghiare (Magyar Államvasutak).

## Gara
Gara Cicârlău este situată în comuna Cicârlău, satul Cicârlău, amplasată pe secția interoperabilă Deda – Dej Triaj – Jibou – Baia Mare – Satu Mare, la kilometrul 14+300 față de stația Baia Mare, respectiv la kilometrul 45+700 față de stația Satu Mare. Stația este dotată cu instalație de centralizare electromecanică CEM.
Calea ferată asigură legătura comunei Cicârlău pe Magistrala 400 spre Baia Mare și Satu Mare pentru transportul feroviar de călători și marfă. Prin gara Cicârlău trec zilnic trenuri InterRegio (IR) și Regio (R) ale operatorilor CFR Călători și InterRegional Călători.

## Distanțe față de alte gări din România și Europa

### Distanțe față de alte gări din România
- Cicârlău și și Arad - 300 km
- Cicârlău și Baia Mare - 14 km
- Cicârlău și București Nord (via Cluj-Napoca) - 704 km
- Cicârlău și București Nord (via Deda) - 638 km
- Cicârlău și Cluj-Napoca - 207 km
- Cicârlău și Jibou - 72 km
- Cicârlău și Oradea - 179 km
- Cicârlău și Satu Mare - 46 km

### Distanțe față de alte gări din Europa
- Cicârlău și  Keleti Budapesta (via Arad) - 553 km
- Cicârlău și  Hauptbahnhof Viena (via Arad) - 815 km